# Liste der Biografien/Deu
Liste der Biografien |
Portal Biografien |
Personensuche
# |
A |
B |
C |
D |
E |
F |
G |
H |
I |
J |
K |
L |
M |
N |
O |
P |
Q |
R |
S |
T |
U |
V |
W |
X |
Y |
Z |
?
 
Da |
Db |
Dc |
Dd |
De |
Dg |
Dh |
Di |
Dj |
Dk |
Dl |
Dm |
Dn |
Do |
Dq |
Dr |
Ds |
Du |
Dv |
Dw |
Dy |
Dz
 
De A |
De B |
De C |
De D |
De E |
De F |
De G |
De H |
De J |
De K |
De L |
De M |
De N |
De P |
De Q |
De R |
De S |
De T |
De V |
De W |
De Y |
De Z 

Dea |
Deb |
Dec |
Ded |
Dee |
Def |
Deg |
Deh |
Dei |
Dej |
Dek |
Del |
Dem |
Den |
Deo |
Dep |
Deq |
Der |
Des |
Det |
Deu |
Dev |
Dew |
Dex |
Dey |
Dez
Die Liste der Biografien führt alle Personen auf, die in der deutschsprachigen Wikipedia einen Artikel haben. Dieses ist eine Teilliste mit 361 Einträgen von Personen, deren Namen mit den Buchstaben „Deu“ beginnt.

## Deu

### Deub
- Deuba, Sher Bahadur (* 1946), nepalesischer Politiker, Ministerpräsident Nepals
- Deubel, Fritz (1898–1966), deutscher Geologe
- Deubel, Heinrich (1890–1962), deutscher KZ-Kommandant
- Deubel, Ingolf (* 1950), deutscher Politiker (SPD)Ingolf Deubel (* 1950)

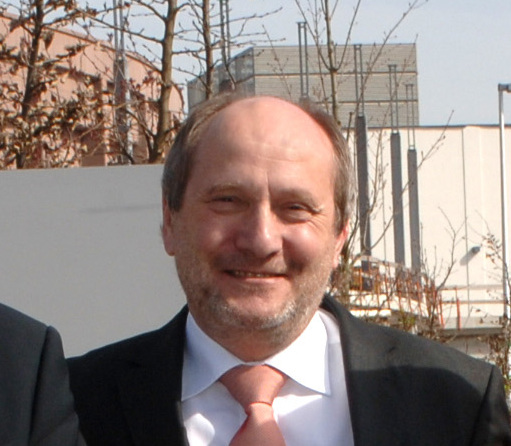
Ingolf Deubel (* 1950)

- Deubel, Léon (1879–1913), französischer Lyriker
- Deubel, Max (* 1935), deutscher Motorradrennfahrer
- Deubel, Werner (1894–1949), deutscher Dramatiker, Schriftsteller und Essayist
- Deubelbeiss, Ernst (1921–2005), Schweizer Schwerverbrecher
- Deubener, Gudrun (1931–2009), deutsche Drehbuchautorin
- Deuber, Angela (* 1975), Schweizer Architektin
- Deuber, Dagmar (* 1972), deutsche Linguistin
- Deuber, Dominik (* 1979), schweizerischer Musikmanager
- Deuber, Walo (1947–2017), Schweizer Journalist und Filmregisseur
- Deuber-Mankowsky, Astrid (* 1957), Schweizer Philosophin, Medien- und Kulturtheoretikerin
- Deubet, Kalzeubé Pahimi, tschadischer Politiker
- Deubig, Bernhard J. (1948–2018), deutscher Richter, Politiker (CDU) und Oberbürgermeister von Kaiserslautern
- Deubl, Alexander (* 1983), deutscher Snowboarder und Künstler
- Deubler, Christian (1880–1963), deutscher Kunstturner
- Deubler, Karl-Adolf (1888–1961), deutscher Rechtsanwalt und Fußballfunktionär
- Deubler, Konrad (1814–1884), österreichischer Landwirt, Bäcker, Gastwirt und Bürgermeister von Goisern
- Deubner, Alexander (1905–1969), deutscher Physiker
- Deubner, Franz-Ludwig (1934–2017), deutscher Astrophysiker und Professor an der Julius-Maximilians-Universität Würzburg
- Deubner, Fritz (1873–1960), deutscher Schriftsteller
- Deubner, Johann (1873–1936), deutsch-russischer römisch-katholischer Geistlicher und Märtyrer
- Deubner, Ludwig (1877–1946), deutscher Altphilologe und Religionswissenschaftler
- Deubner, Otfried (1908–2001), deutscher Klassischer Archäologe und Diplomat
- Deubner, Spiridon (1899–1946), deutsch-russischer römisch-katholischer Geistlicher und Märtyrer
- Deubzer, Hannelore (* 1954), deutsche Architektin und Lichtplanerin

### Deuc
- Deuce (* 1971), US-amerikanischer Wrestler
- Deuce (* 1983), US-amerikanischer Musikproduzent und RapperDeuce (* 1983)

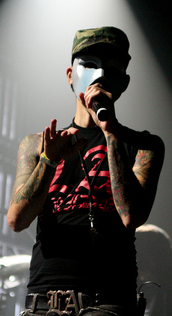
Deuce (* 1983)

- Deuchar, Jimmy (1930–1993), schottischer Jazz-Trompeter und Arrangeur
- Deucher, Adolf (1831–1912), Schweizer Politiker
- Deuchert, Norbert (* 1943), deutscher Historiker
- Deuchler, Florens (1931–2018), Schweizer Kunsthistoriker
- Deuchler, Gustaf (1883–1955), deutscher Pädagoge
- Deuchler, Werner (1916–1992), deutscher Rechtsanwalt und Präsident des Deutschen Anwaltvereins

### Deud
- Deudon, Charles (1832–1914), französischer Kunstsammler und Mäzen

### Deue
- Deuel, Corey (* 1977), US-amerikanischer Poolbillardspieler
- Deuel, Geoffrey (1943–2024), US-amerikanischer SchauspielerGeoffrey Deuel (1943–2024)

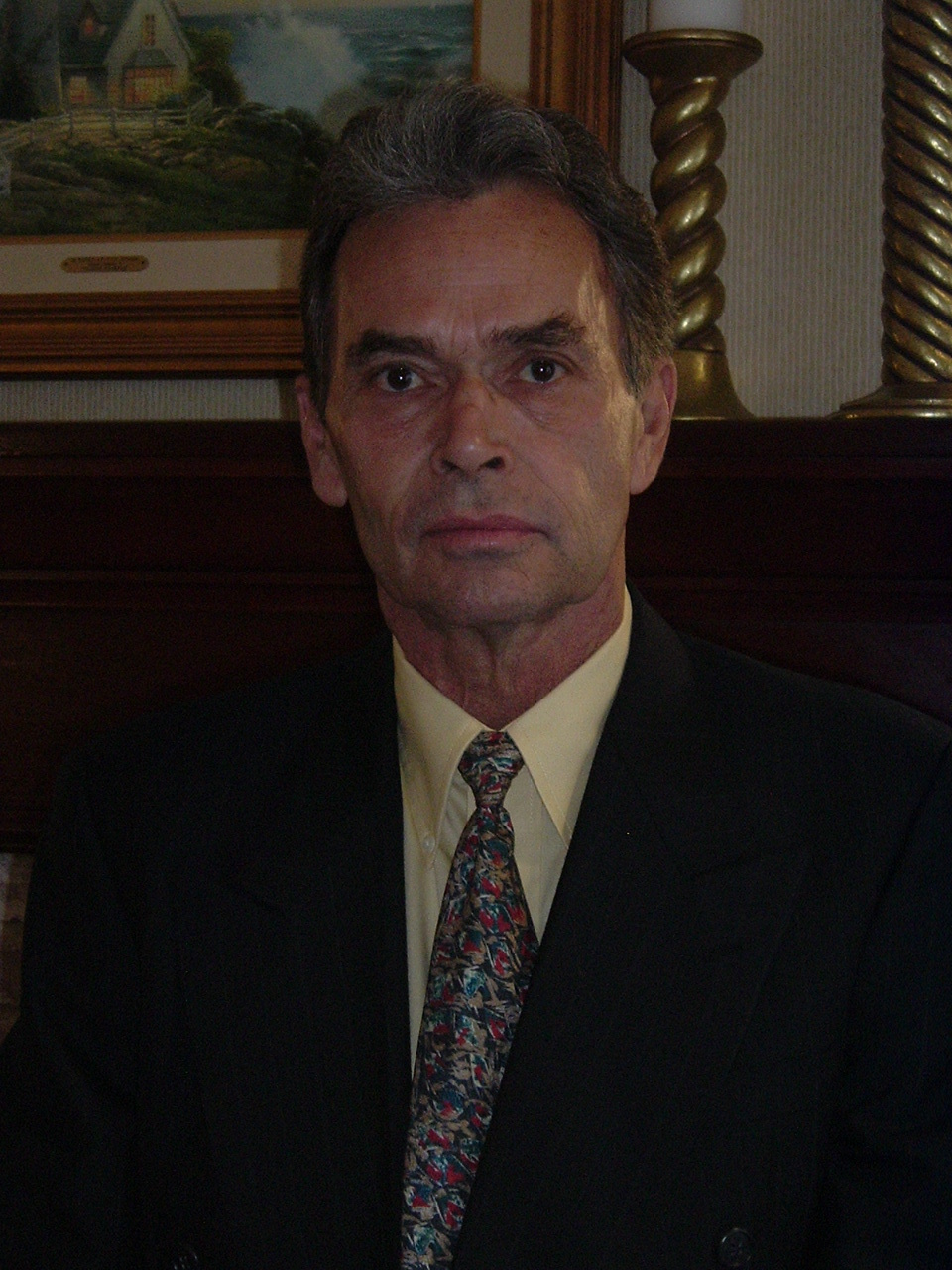
Geoffrey Deuel (1943–2024)

- Deuer, Jochen (* 1966), deutscher Militär
- Deuerlein, Ernst (1918–1971), deutscher Beamter und Historiker
- Deuerlein, Ernst Georg (1893–1978), deutscher Chemielehrer in Nürnberg, Heimatkundler Erlangens und Frankens
- Deuerlein, Johann Conrad (1761–1838), Lübecker Ratskellermeister
- Deuerling, Catharina (1617–1686), deutsche Schriftstellerin
- Deuerling, Karl (* 1946), deutscher Fußballspieler
- Deuerling, Michael (* 1962), deutscher Fußballspieler und Fußballtrainer

### Deuf
- Deufel, Nicole (* 1974), deutsche Kulturwissenschaftlerin
- Deufel, Thomas (* 1954), deutscher Wissenschaftler und Politiker (SPD), Universitätsprofessor in Münster und Jena, Staatssekretär in Thüringen und Rheinland-Pfalz
- Deufert, Marcus (* 1970), deutscher Altphilologe
- Deufl, Elfi (* 1958), österreichische Skirennläuferin
- Deuflhard, Amelie (* 1959), deutsche Kulturmanagerin
- Deuflhard, Peter (1944–2019), deutscher Mathematiker

### Deuk
- Deuker, Ernst Ulrich (* 1954), deutscher Bassist und Kontrabass-KlarinettistErnst Ulrich Deuker (* 1954)

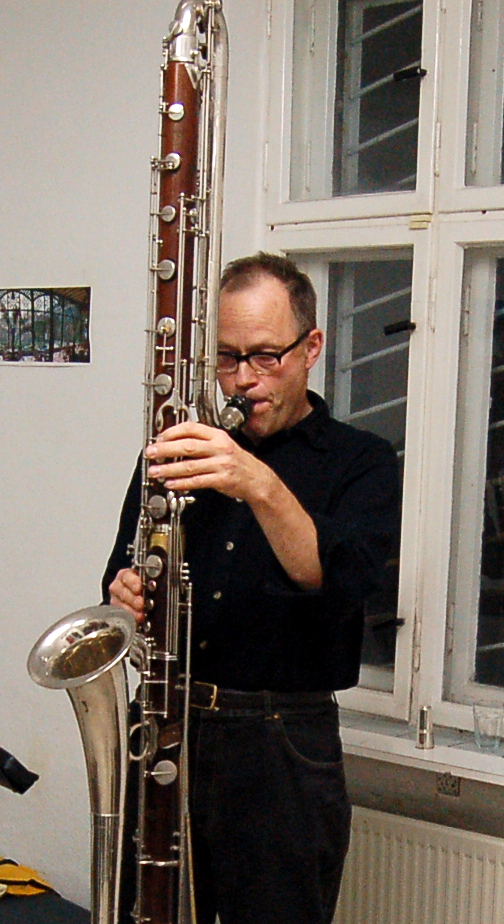
Ernst Ulrich Deuker (* 1954)

- Deukmejian, George (1928–2018), US-amerikanischer Jurist und Politiker (Republikanische Partei)

### Deul
- Deul, Boy (* 1987), niederländischer Fußballspieler (Niederländische Antillen)
- Deul, Carl (1855–1904), deutscher Architekt und erster Vorsteher der Landgemeinde Oberschöneweide (1898–1904)
- Deul, Ewald (1907–2002), deutscher Maler
- Deulich, Caspar (1527–1613), Bürgermeister der Stadt Chemnitz
- Deulin, Charles (1827–1877), französischer Romancier, Journalist und Theaterkritiker
- Deuling, Wolfgang (* 1941), niederländischer SPD-Funktionär
- Deullin, Albert (1890–1923), französischer Jagdflieger im Ersten Weltkrieg
- Deully, Eugène (1860–1933), französischer Genre- und Aktmaler
- Deulofeu, Alexandre (1903–1978), katalanischer Politiker und Geschichtsphilosoph
- Deulofeu, Gerard (* 1994), spanischer Fußballspieler
- Deulofeu, Guilherm (* 1972), französischer Beachvolleyballspieler

### Deum
- Deumar Tendzin Phüntshog (1673–1743), Pharmakologe der traditionellen tibetischen Medizin, Verfasser einer bedeutenden Materia Medica
- Deumeland, Heinrich (1822–1889), deutscher Autor plattdeutscher Mundart
- Deumeland, Hermann (1860–1934), deutscher Politiker
- Deumeland, Jonas (* 1988), deutscher Fußballtorhüter
- Deumer, Robert (1882–1956), deutscher Jurist
- Deumi, Armand (* 1979), kamerunischer Fußballspieler
- Deumlich, Fritz (1923–2005), deutscher Geodät
- Deumlich, Gerd (1929–2013), deutscher Journalist und Parteifunktionär (DKP)
- Deumling, Christoph (* 1957), deutscher Journalist, Radio- und FernsehmoderatorChristoph Deumling (* 1957)

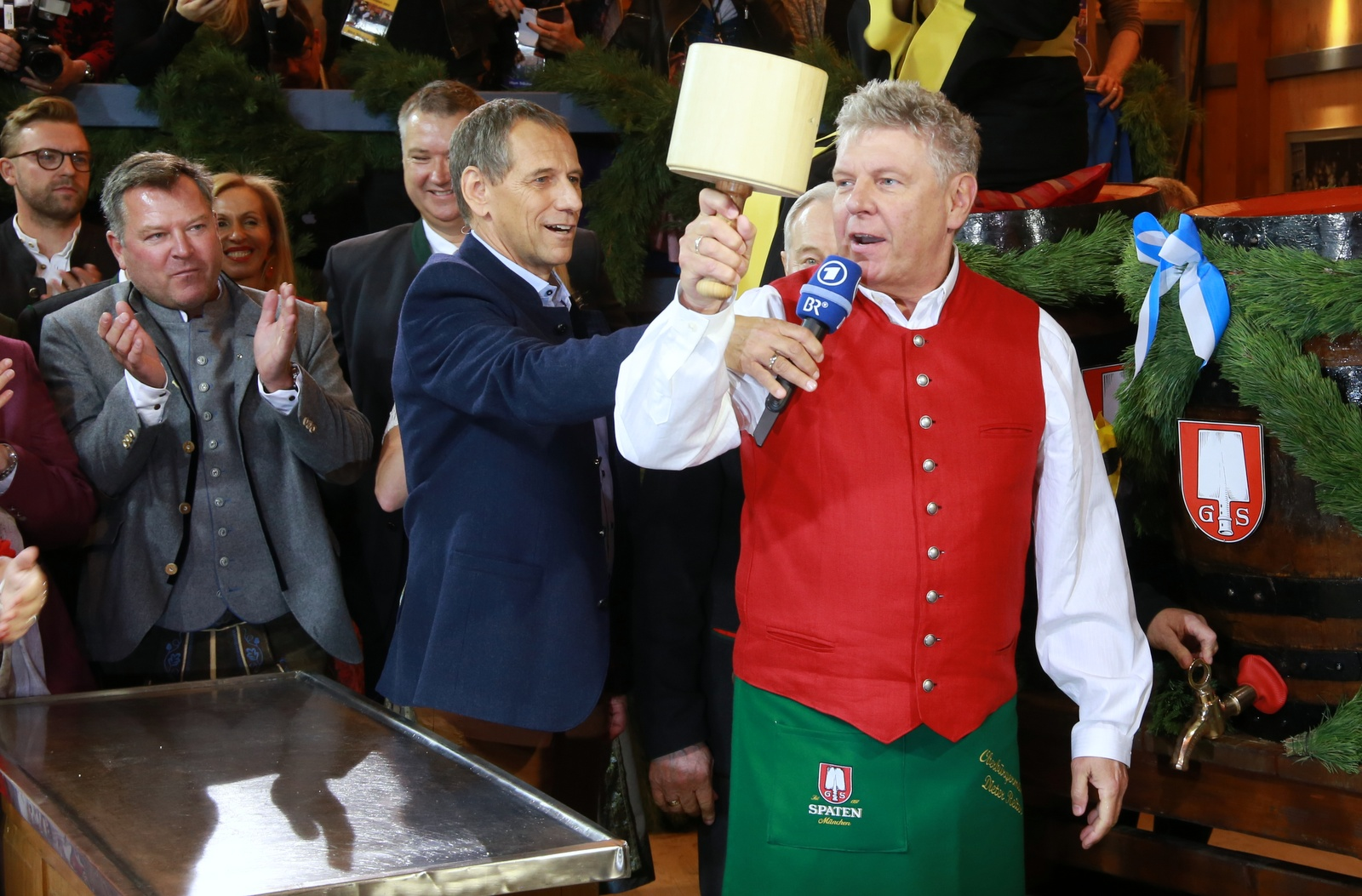
Christoph Deumling (* 1957)

- Deumling, Joachim (1910–2007), deutscher SS-Obersturmbannführer und Oberregierungsrat

### Deun
- Deuntzer, Johan Henrik (1845–1918), dänischer Rechtswissenschaftler, Politiker und Ministerpräsident

### Deup
- Deuper, Minna (1868–1937), deutsche Politikerin (SPD) und Frauenrechtlerin
- Deupmann, Ulrich (* 1965), deutscher Journalist, Lobbyist

### Deur
- Deurer, Ludwig (1806–1847), Historienmaler und Poststallmeister in Mannheim
- Deurer, Peter Ferdinand (1777–1844), deutscher Historien- und Porträtmaler
- Deurer, Wilhelm (1780–1858), deutscher Jurist und Verwaltungsbeamter
- Deurer, Wolfgang (1934–2023), deutscher Architekt und Denkmalpfleger, Dombaumeister in Wesel
- Deuring, Max (1907–1984), deutscher Mathematiker
- Deuringer, Elisabeth (1913–1988), deutsche Sängerin
- Deuringer, Elke (* 1942), deutsche Liedermacherin und Schauspielerin
- Deuringer, Hubert (1924–2014), deutscher Musiklehrer, Arrangeur und Orchesterleiter
- Deuringer, Karl (1879–1946), bayerischer Major, Militärhistoriker und Archivar
- Deuringer, Michael (1828–1908), deutscher Landwirt und Politiker, Bürgermeister und MdR
- Deurloo, Hermine (* 1966), niederländische Mundharmonikaspielerin und Saxophonistin
- Deurloo, Karel Adriaan (1936–2019), niederländischer reformierter Pfarrer, Alttestamentler, Autor und Redner
- Deursen, Eva van (* 1999), niederländische Fußballspielerin

### Deus
- Deus Santos, Leandro de (* 1977), brasilianischer Fußballspieler
- Deus, Agostinho Letêncio de, osttimoresischer Beamter
- Deus, Beny (1919–1989), spanischer Schauspieler
- Deus, Carlos de, osttimoresischer Politiker und Professor
- Deus, Eduardo de (* 1995), brasilianischer Hürdenläufer
- Deus, Felisberto de (* 1999), osttimoresischer Leichtathlet
- Deus, Franz (1901–1970), deutscher Gewerkschafter
- Déus, Guido (* 1968), deutscher Politiker (CDU), MdLGuido Déus (* 1968)

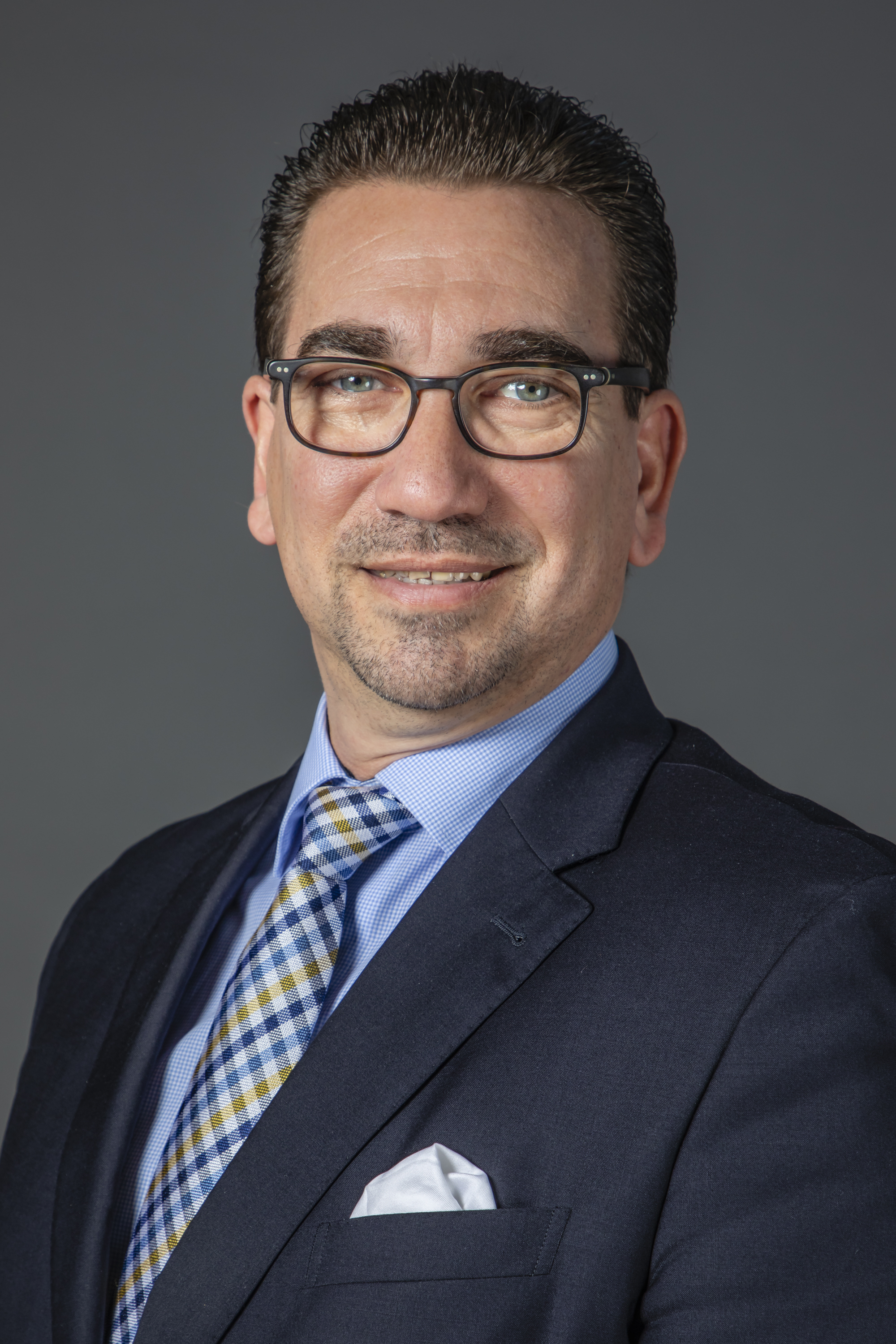
Guido Déus (* 1968)

- Deus, João de (1830–1896), portugiesischer Dichter und Pädagoge
- Deus, João de (1928–2019), portugiesisch-osttimoresischer Geistlicher
- Deus, Lolina Celeste de (* 1967), osttimoresische Politikerin
- Deus, Lucas Provenzano de (* 1987), brasilianischer Volleyballspieler
- Déus, Rica (* 1937), deutsche Schauspielerin
- Deus, Wolf-Herbert (1904–1983), deutscher Archivar
- Deusch, Karl (1897–1985), deutscher Uhrmacher und Politiker (BCSV, CDU), MdL Baden
- Deusch, Ludwig (1925–2008), österreichischer Politiker (SPÖ), Landtagsabgeordneter
- Deuschel, Edgar (1920–2002), deutscher Fußballschiedsrichter
- Deuscher, Karl (1917–1993), deutscher SED-Funktionär, Vorsitzender des Rates des Bezirkes Rostock
- Deuschl, Christian (* 1997), österreichischer Nordischer Kombinierer
- Deuschl, Günther (* 1950), deutscher Neurologe und Hirnforscher
- Deuschl, Hans (1891–1953), deutscher Mediziner, SS-Führer und NS-Ärztefunktionär
- Deuschle, Andreas (* 1978), deutscher Politiker (CDU), MdL
- Deuschle, Helmut (1926–2012), deutscher Fußballspieler
- Deuschle, Julius (1828–1861), deutscher Gymnasiallehrer und Philosophiehistoriker
- Deuschle, Matthias (* 1970), deutscher evangelischer Theologe, Rektor des Albrecht-Bengel-Hauses
- Deuschle, Thomas (* 1968), deutscher Politiker (CDU)
- Deuschle, Ulrich (* 1952), deutscher Politiker (AfD, REP), MdL
- Deusdedit, Kardinal und Kanonist
- Deusdedit von Canterbury († 664), Erzbischof von Canterbury
- Deuse, Jochen (* 1967), deutscher Ingenieur und Hochschullehrer
- Deuse, Werner (* 1944), deutscher Klassischer Philologe
- Deusel, Antje Yael (* 1960), deutsche Rabbinerin
- Deusen, Ralph van (* 1976), niederländischer Drehbuchautor
- Deuser, Erich (1910–1993), deutscher Physiotherapeut der deutschen Fußballnationalmannschaft
- Deuser, Hermann (* 1946), evangelischer Theologieprofessor
- Deuser, Klaus-Jürgen (* 1962), deutscher Moderator und ComedianKlaus-Jürgen Deuser (* 1962)

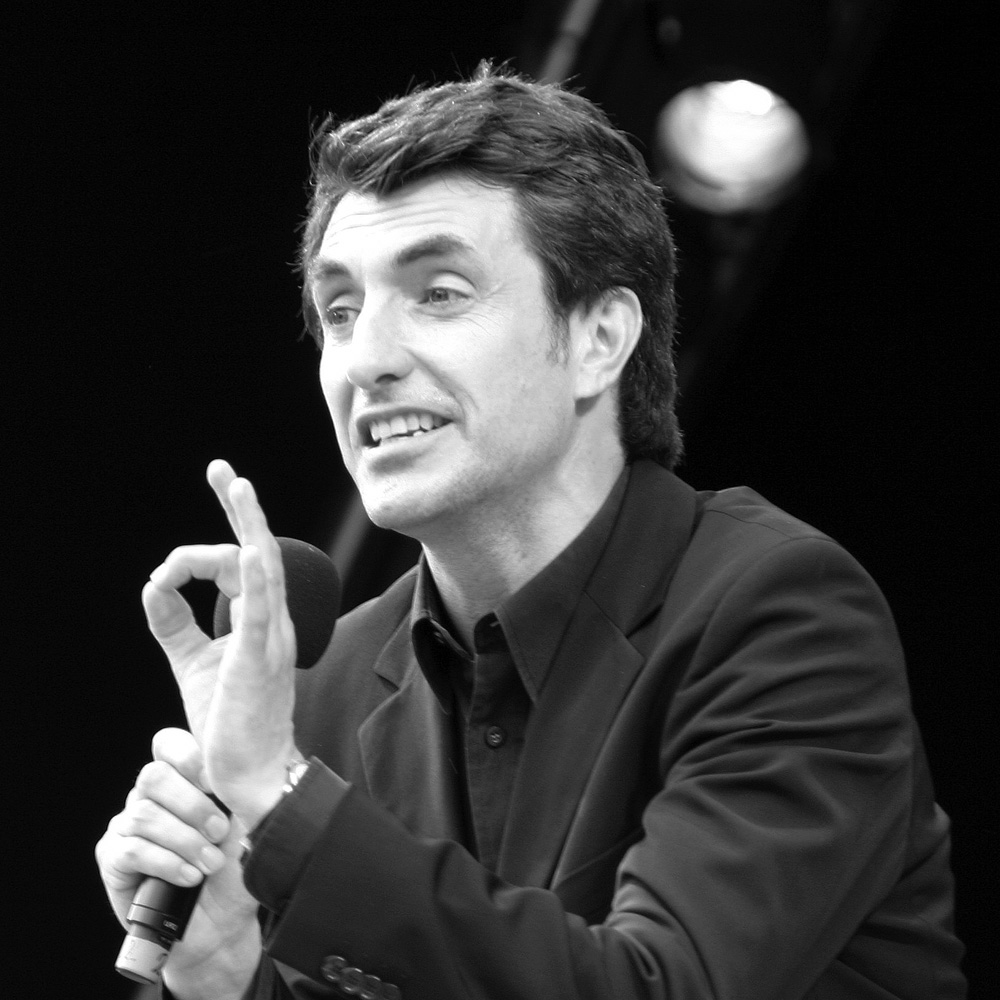
Klaus-Jürgen Deuser (* 1962)

- Deuss, Walter (* 1935), deutscher Manager
- Deuß, Wilhelm (1827–1911), deutscher Unternehmer der Textilindustrie
- Deussen, Ernst (1868–1944), deutscher Chemiker
- Deussen, Julius (1906–1974), deutscher Mediziner, Psychiater und Philosoph
- Deussen, Paul (1845–1919), deutscher Indologe und Sanskrit-Gelehrter
- Deusser, August (1870–1942), deutscher Maler und Hochschullehrer
- Deußer, Daniel (* 1981), deutscher Springreiter
- Deußing, Horst (* 1927), deutscher Fußballspieler
- Deust, Johann Kaspar (1740–1790), lutherischer Geistlicher
- Deuster, Adolf (1887–1982), katholischer Pfarrer, Gründer des Ferienkinderhilfswerkes und Schriftsteller
- Deuster, Carl Oskar von (1835–1904), deutscher Gutsbesitzer und Politiker
- Deuster, Carl Otto (1800–1877), deutscher Gutsbesitzer und Politiker
- Deuster, Friedrich Christian von (1861–1945), deutscher Gutsbesitzer und Politiker
- Deuster, Heinrich Joseph (1799–1850), deutscher Jurist und Politiker
- Deuster, Peter V. (1831–1904), US-amerikanischer Politiker und Verleger
- Deuster, Thomas (* 1964), deutscher Basketballspieler
- Deuster, Thomas (* 1971), deutscher Kartograf und Sachbuchautor

### Deut
- Deutch, Howard (* 1950), US-amerikanischer Regisseur
- Deutch, John M. (* 1938), US-amerikanischer Regierungsbeamter und Direktor der CIA
- Deutch, Ted (* 1966), US-amerikanischer Politiker der Demokratischen Partei
- Deutch, Zoey (* 1994), US-amerikanische SchauspielerinZoey Deutch (* 1994)

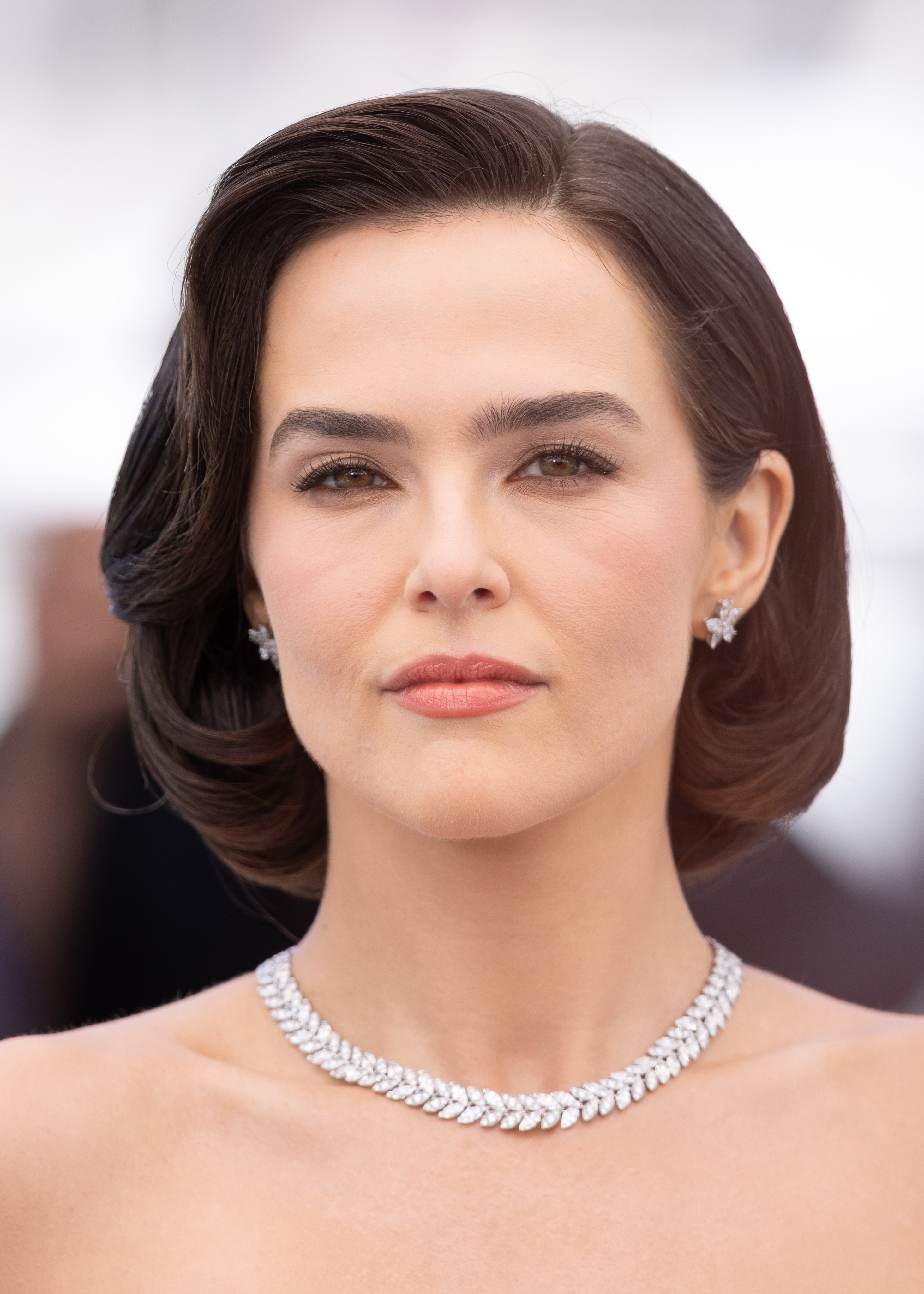
Zoey Deutch (* 1994)

- Deutekom, Cristina (1931–2014), niederländische Opern-, Oratorien- und Konzertsängerin (dramatischer Koloratursopran)
- Deutekom, Paulien van (1981–2019), niederländische Eisschnellläuferin
- Deutelmoser, Arno (1907–1983), deutscher Widerständler gegen den Nationalsozialismus
- Deutelmoser, Erhard (1873–1956), deutscher Militär, Chef des Kriegspresseamts bei der Obersten Heeresleitung
- Deutelmoser, Matthias (* 1971), deutscher Schauspieler und Synchronsprecher
- Deutelmoser, Werner, deutscher Tischtennisspieler
- Deuter, Florian (* 1965), deutscher Violinist und Dirigent im Bereich der historischen Aufführungspraxis
- Deuter, Franz (1899–1973), deutscher Politiker (SPD), MdL
- Deuter, Georg (* 1945), deutscher New-Age-Musiker
- Deuter, Sonja (* 1959), deutsche Politikerin (GAL), MdHB
- Deuticke, Hans Joachim (1898–1976), deutscher Chemiker, Mediziner und Hochschullehrer
- Deuticke-Szabo, Christa (1894–1958), österreichische Eiskunstläuferin und Malerin
- Deutinger, Erika (* 1952), österreichische SchauspielerinErika Deutinger (* 1952)

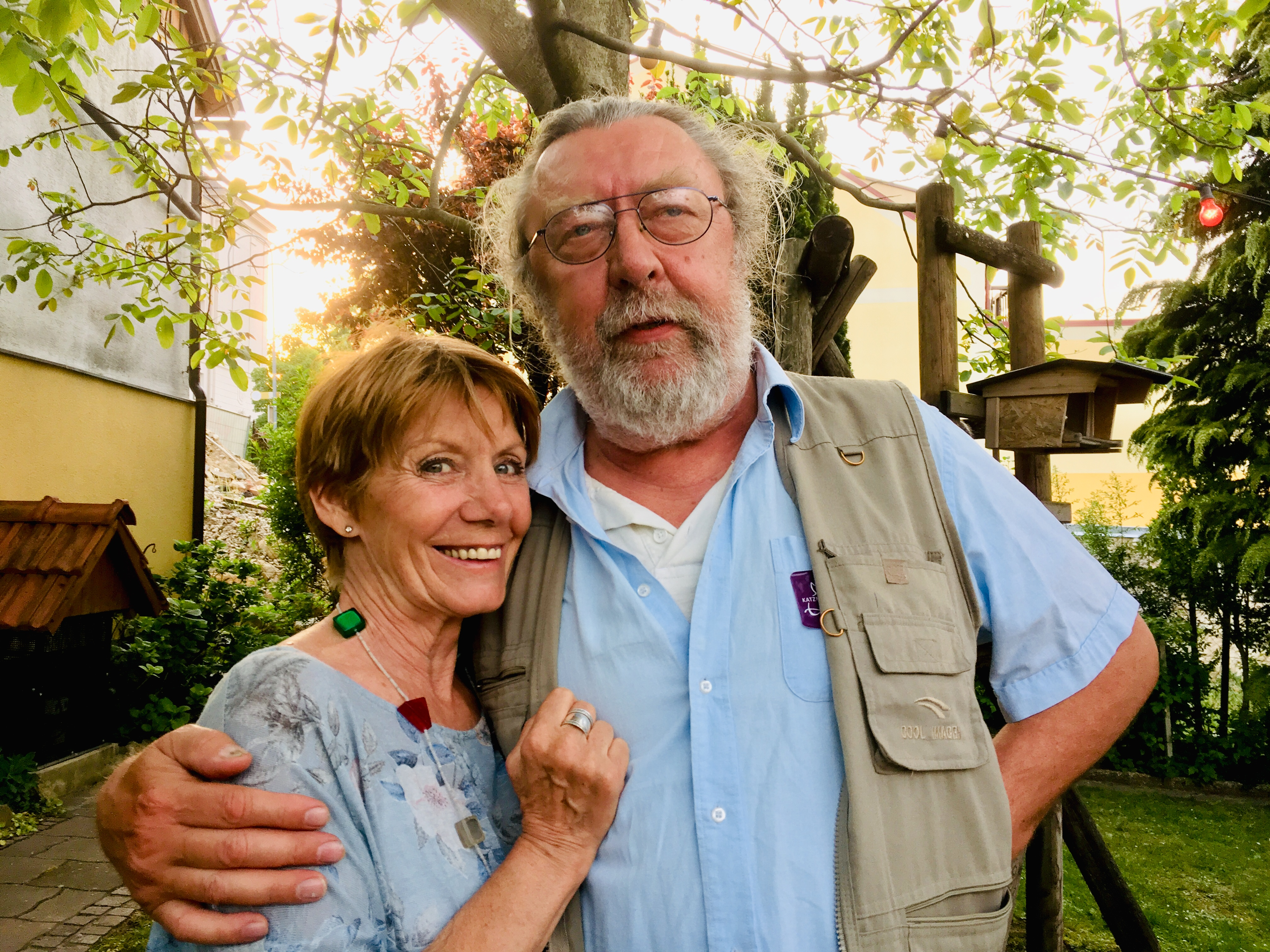
Erika Deutinger (* 1952)

- Deutinger, Heribert (* 1947), deutscher Fußballtrainer
- Deutinger, Martin (1815–1864), deutscher katholischer Theologe und Philosoph
- Deutinger, Martin von (1789–1854), katholischer Geistlicher und bayerischer Historiker
- Deutinger, Roman (* 1970), deutscher Historiker
- Deutmann, Franz (1867–1915), niederländischer Maler und Fotograf
- Deutmann, Herman (1870–1926), niederländischer Hoffotograf
- Deutrich, Christian Adolf (1783–1839), sächsischer Kommunalpolitiker und Bürgermeister von Leipzig
- Deutsch de la Meurthe, Émile (1847–1924), französischer Industrieller und Philanthrop
- Deutsch de la Meurthe, Henry (1846–1919), französischer Industrieller und einer der Gründer des Automobile Club de France
- Deutsch Nepal, schwedischer Musiker
- Deutsch, Abraham (1902–1992), Elsässer Rabbiner
- Deutsch, Adam (1907–1976), deutscher Mediziner
- Deutsch, Adolf (1867–1943), österreichischer Arzt und Freimaurer in Wien
- Deutsch, Adolph (1897–1980), britisch-amerikanischer Komponist und Arrangeur
- Deutsch, Aladár (1871–1949), tschechoslowakischer Rabbiner
- Deutsch, Alcuin (1877–1951), Abt der St. John's Abbey in Collegeville, Minnesota
- Deutsch, Alex (1913–2011), deutscher Holocaust-Überlebender
- Deutsch, Alex (* 1959), österreichischer JazzmusikerAlex Deutsch (* 1959)

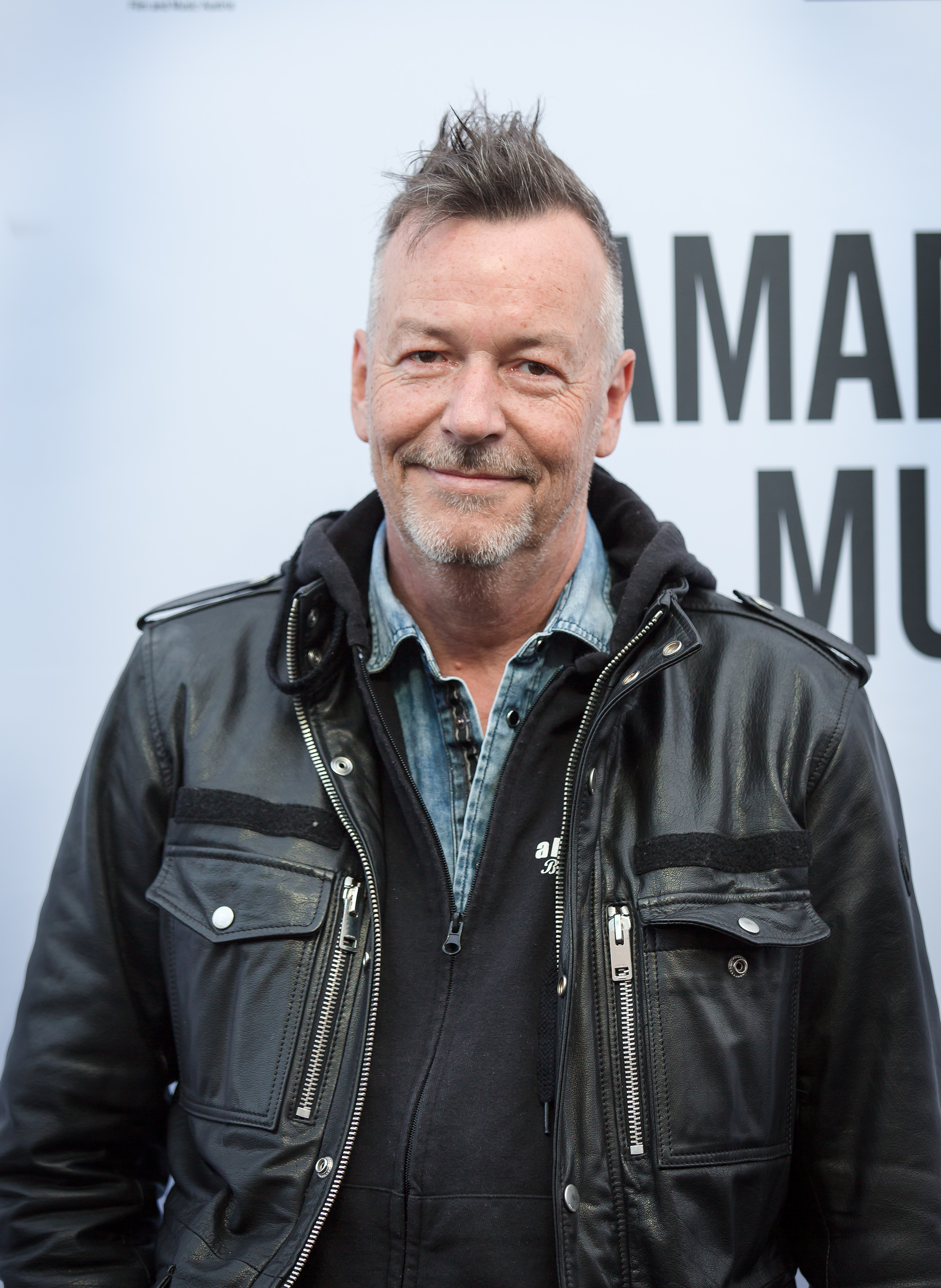
Alex Deutsch (* 1959)

- Deutsch, André (1917–2000), britischer Verleger ungarischer Herkunft
- Deutsch, Andreas (* 1970), deutscher Rechtswissenschaftler
- Deutsch, Armelle (* 1979), französische Schauspielerin
- Deutsch, Armin Joseph (1918–1969), amerikanischer Astronom und Autor
- Deutsch, Arnold, österreichischer Chemiker und sowjetischer Agent
- Deutsch, Babette (1895–1982), amerikanische Schriftstellerin, Übersetzerin und Literaturkritikerin
- Deutsch, Bernd Richard (* 1977), österreichischer Komponist
- Deutsch, Bernhard (* 1959), deutscher Kunstautomatenbauer und Performancekünstler
- Deutsch, Berti (1919–1982), deutsche Schauspielerin
- Deutsch, Charles (1911–1980), französischer Aerodynamik-Ingenieur und Automobilhersteller
- Deutsch, Christian (* 1962), österreichischer Politiker (SPÖ), Landtagsabgeordneter
- Deutsch, Christian Friedrich von (1768–1843), deutscher Mediziner, Hochschullehrer sowie Rektor der Universität Dorpat (1809–1810)
- Deutsch, Danica (1890–1976), österreichisch-amerikanische Psychologin, Pädagogin und Vertreterin der Individualpsychologie
- Deutsch, David (* 1943), US-amerikanischer Maler
- Deutsch, David (* 1953), israelischer Physiker und Wissenschaftler auf dem Gebiet der QuantencomputerDavid Deutsch (* 1953)

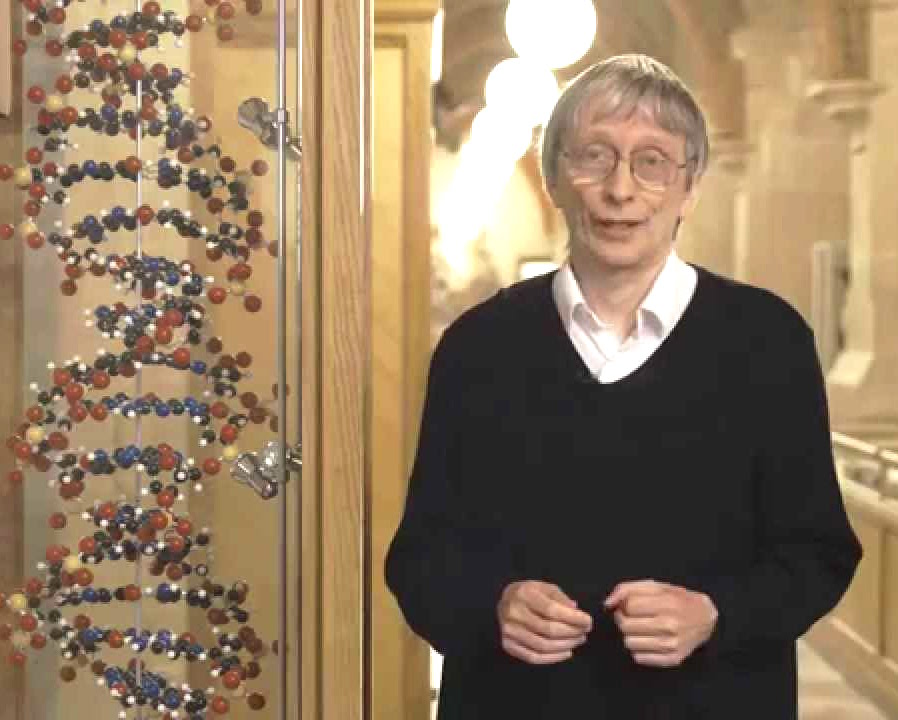
David Deutsch (* 1953)

- Deutsch, Diana (* 1938), englische Psychologin
- Deutsch, Donny (* 1957), US-amerikanischer Unternehmer und Moderator
- Deutsch, Dorette (* 1953), deutsche Hörfunkjournalistin und Buchautorin
- Deutsch, Edwin (* 1945), österreichischer Mathematiker und Ökonometriker
- Deutsch, Emanuel Oskar (1831–1872), deutscher Orientalist

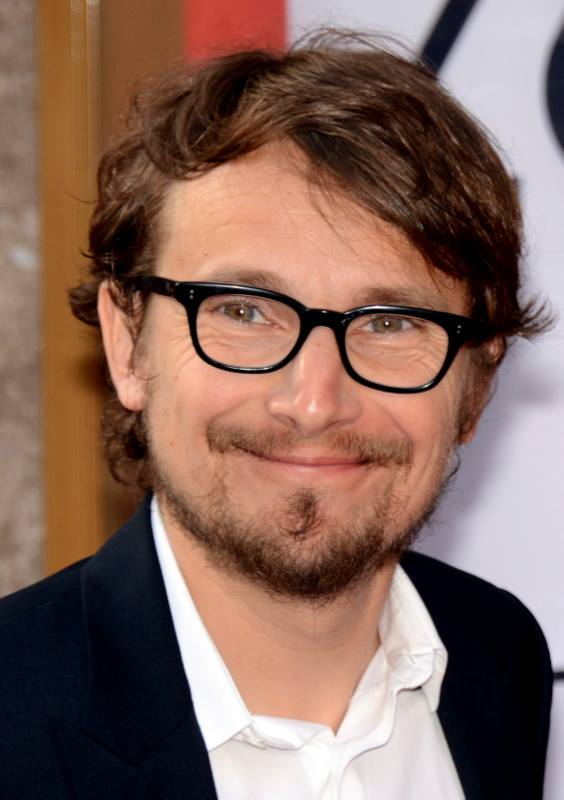
Lorànt Deutsch (* 1975)

- Deutsch, Erich (1899–1969), deutscher Politiker (SPD), MdA
- Deutsch, Ernst (1890–1969), österreichischer SchauspielerErnst Deutsch (1890–1969)

Ernst Deutsch (1890–1969)

- Deutsch, Erwin (1917–1992), österreichischer Hämatologe und Internist
- Deutsch, Erwin (1929–2016), deutscher Zivil- und Medizinrechtler und Hochschullehrer
- Deutsch, Eugen (1907–1945), deutscher Gewichtheber
- Deutsch, Felix (1858–1928), deutscher Kaufmann und Industriemanager
- Deutsch, Felix (1884–1964), österreichisch-amerikanischer Internist, Psychoanalytiker und Psychosomatiker
- Deutsch, Franz (1928–2011), österreichischer Radrennfahrer
- Deutsch, Friedrich (1657–1709), deutscher evangelischer Theologe
- Deutsch, Friedrich-Wilhelm (1892–1944), deutscher Offizier, zuletzt Generalleutnant im Zweiten Weltkrieg
- Deutsch, Friedrich-Wilhelm (1895–1945), deutscher Offizier, zuletzt Generalmajor im Zweiten Weltkrieg
- Deutsch, Fritz (1921–1990), deutscher Goldschmied
- Deutsch, Gabriele (* 1960), österreichische Schauspielerin
- Deutsch, Gabriele (1962–1980), deutsches Mordopfer
- Deutsch, Gerti (1908–1979), österreichische Fotografin und Fotojournalistin
- Deutsch, Gitta (1924–1998), österreichische Schriftstellerin und literarische Übersetzerin
- Deutsch, Gotthard (1859–1921), Rabbiner
- Deutsch, Grete, tschechoslowakische Tennisspielerin
- Deutsch, Gustav (1952–2019), österreichischer Filmkünstler
- Deutsch, Gustav von (1825–1878), deutscher Jurist und Offizier im Sezessionskrieg
- Deutsch, Hans (1906–2002), österreichischer Rechtsanwalt
- Deutsch, Hans E. (1927–2014), Schweizer Maler
- Deutsch, Harold C. (1904–1995), US-amerikanischer Historiker
- Deutsch, Heinrich (1925–2004), österreichischer Bildhauer
- Deutsch, Helen (1906–1992), US-amerikanische Journalistin, Liedtexterin und Drehbuchautorin
- Deutsch, Helene (1884–1982), österreichisch-amerikanische Psychoanalytikerin
- Deutsch, Helmut (* 1945), österreichischer Pianist
- Deutsch, Helmut (* 1963), deutscher Organist
- Deutsch, Herbert (1932–2022), US-amerikanischer Komponist
- Deutsch, Isaak (1884–1934), jiddischer Schauspieler und Theaterleiter
- Deutsch, Jan-Georg (1956–2016), deutscher Historiker
- Deutsch, Johann (1932–1990), österreichischer Politiker (ÖVP) und Landwirt
- Deutsch, Johann Matthias (1797–1858), Pfarrer und landwirtschaftlicher Reformer
- Deutsch, Johannes (* 1960), österreichischer Maler, Grafiker und Medienkünstler
- Deutsch, Josef (1890–1970), österreichischer Politiker (SPÖ), Abgeordneter zum Nationalrat
- Deutsch, Josef (1925–2016), österreichischer Politiker (SPÖ), Landtagsabgeordneter
- Deutsch, Josef (* 1935), deutscher Fußballspieler
- Deutsch, Joseph (1885–1966), deutscher Bibliothekar
- Deutsch, Judith (1918–2004), österreichisch-israelische Schwimmerin
- Deutsch, Julia (* 1994), österreichische Politikerin der NEOS
- Deutsch, Julius (1884–1968), österreichischer Autor, Politiker (SDAP), Abgeordneter zum NationalratJulius Deutsch (1884–1968)

Julius Deutsch (1884–1968)

- Deutsch, Karl (1859–1923), Tiroler Mundartdichter
- Deutsch, Karl W. (1912–1992), tschechoslowakisch-US-amerikanischer Politikwissenschaftler
- Deutsch, Karl-Heinz (* 1940), deutscher Bildhauer
- Deutsch, L Peter (* 1946), US-amerikanischer Informatiker
- Deutsch, Lea (1927–1943), jugoslawische Schauspielerin, Sängerin und Tänzerin
- Deutsch, Leopold (1853–1930), österreichischer Schauspieler und Sänger (Bariton)
- Deutsch, Lili (1869–1940), deutsche Mäzenin
- Deutsch, Linda (1943–2024), amerikanische Journalistin
- Deutsch, Lorànt (* 1975), französischer Schauspieler und SchriftstellerLorànt Deutsch (* 1975)
- Deutsch, Lorenz (* 1969), deutscher Politiker (FDP), MdL
- Deutsch, Ludwig (1855–1935), österreichisch-französischer Genremaler des Orientalismus
- Deutsch, Maria (1884–1973), österreichische Pädagogin und Politikerin (SDAP, SPÖ)
- Deutsch, Marie (1882–1969), tschechoslowakische Politikerin
- Deutsch, Marie-Theres (* 1955), deutsche Architektin
- Deutsch, Mark, US-amerikanischer Jazzmusiker (Bass)
- Deutsch, Martin (1917–2002), österreichisch-US-amerikanischer Experimentalphysiker
- Deutsch, Max (1892–1982), französischer Komponist, Dirigent und Musikpädagoge
- Deutsch, Maxi (* 1966), deutsche Synchronsprecherin
- Deutsch, Meta (1891–1989), deutsche Grafikerin und Plexiglasradiererin
- Deutsch, Michel (1868–1953), französischer Arzt, Philanthrop, Dichter und Dramatiker
- Deutsch, Michel (* 1948), französischer Schriftsteller, Übersetzer und Theaterproduzent
- Deutsch, Moritz (1815–1882), österreichischer Maler
- Deutsch, Moritz (1818–1892), deutscher Chasan, Musikologe und Komponist
- Deutsch, Morton (1920–2017), US-amerikanischer Sozialpsychologe und Konfliktforscher
- Deutsch, Nick (* 1972), australischer Oboist und Hochschullehrer
- Deutsch, Oscar (1893–1941), britischer Kinobetreiber
- Deutsch, Oskar (* 1963), österreichischer Unternehmer und Präsident der IKGOskar Deutsch (* 1963)

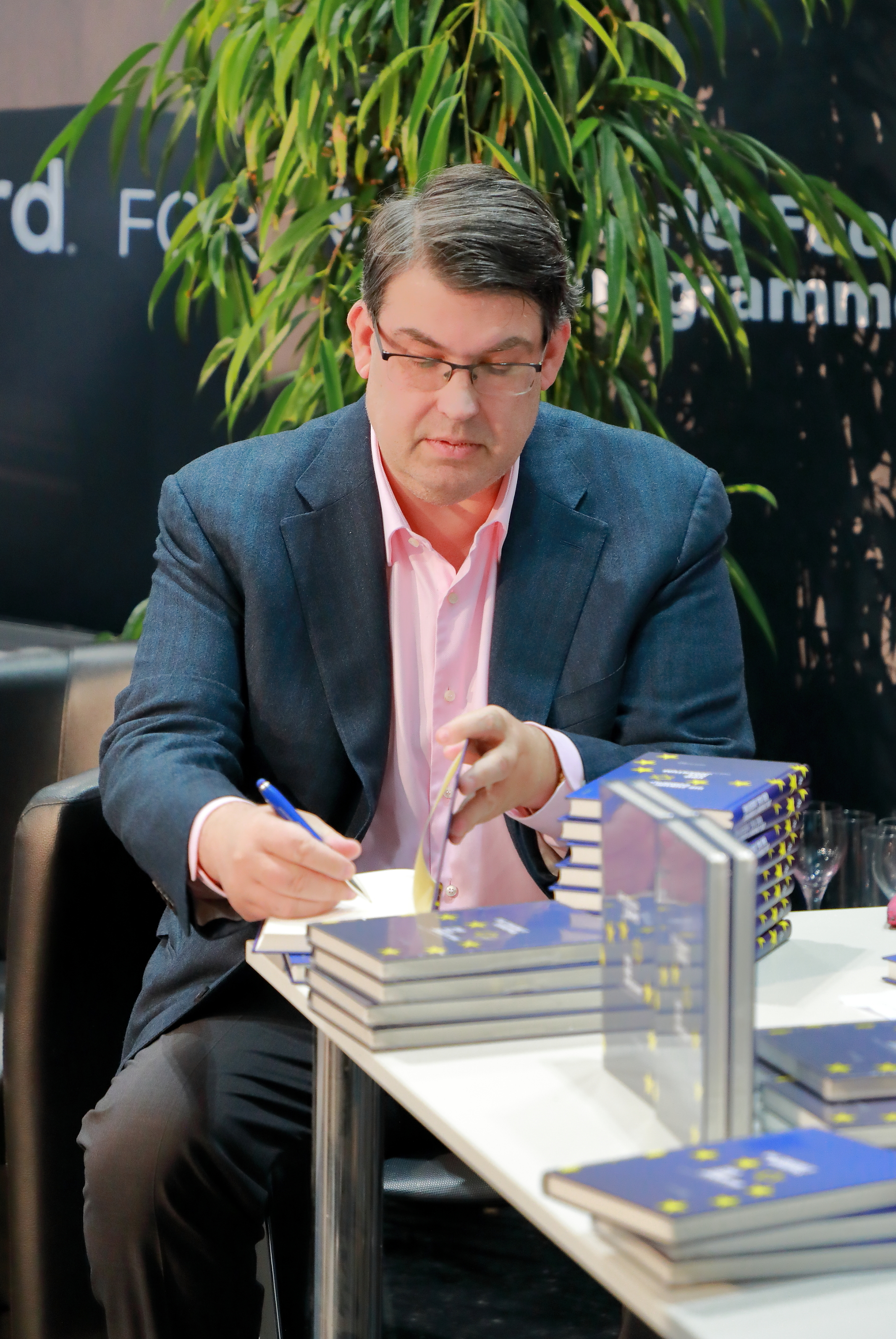
Oskar Deutsch (* 1963)

- Deutsch, Ottmar (* 1941), tschechoslowakischer Fußballspieler
- Deutsch, Otto Erich (1883–1967), österreichischer Kulturhistoriker
- Deutsch, Paul (1873–1958), österreichischer Journalist
- Deutsch, Paul (1901–1977), deutscher Betriebswirt
- Deutsch, Pauline (* 2004), deutsche Fußballspielerin
- Deutsch, Peter (1901–1965), deutsch-dänischer Komponist
- Deutsch, Peter (* 1939), deutscher Regisseur und Drehbuchautor
- Deutsch, Peter R. (* 1957), US-amerikanischer Politiker
- Deutsch, Regine (1860–1938), deutsche Politikerin (DDP) und Autorin
- Deutsch, Robert (* 1951), israelischer Archäologe, Numismatiker und Antiquitätenhändler
- Deutsch, Robert (1956–2015), ungarischer Oberrabbiner und Förderer des Judentums
- Deutsch, Siegfried (1893–1968), österreichischer Sportfunktionär
- Deutsch, Siegmund (1864–1942), deutscher Bauingenieur und Hochschullehrer
- Deutsch, Simon (1822–1877), österreichischer Revolutionär
- Deutsch, Sonja (* 1937), deutsche Schauspielerin und SynchronsprecherinSonja Deutsch (* 1937)

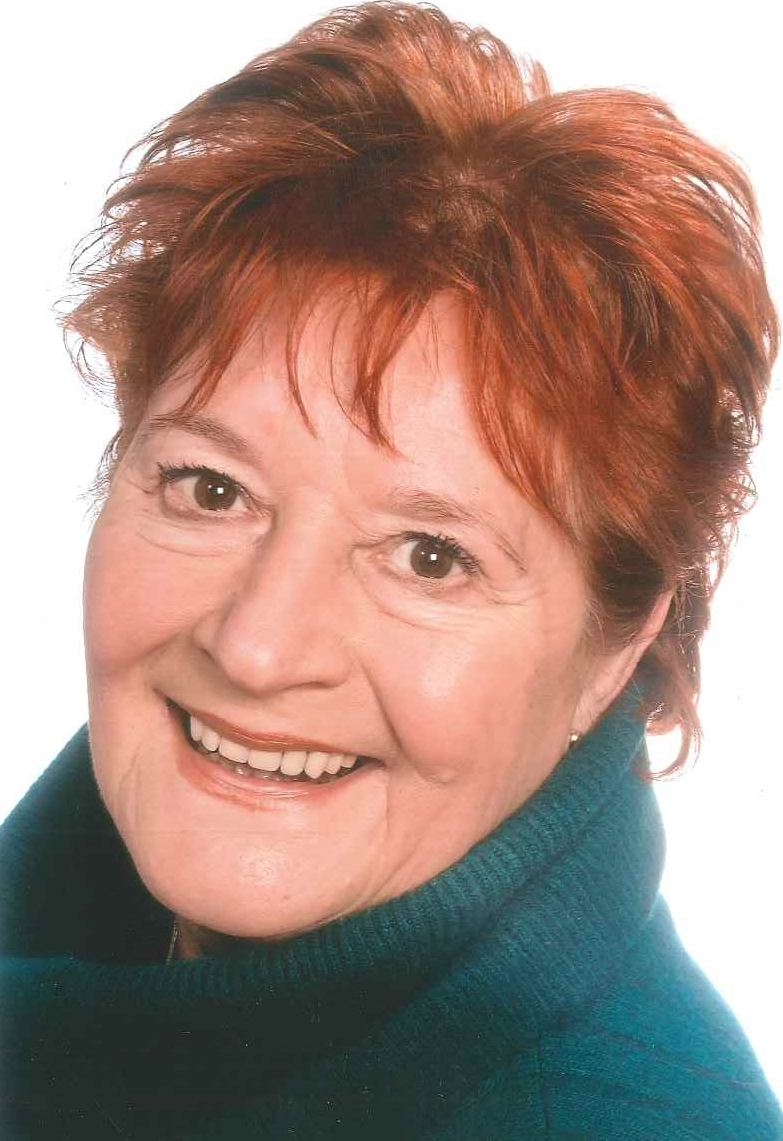
Sonja Deutsch (* 1937)

- Deutsch, Tamás (* 1966), ungarischer Politiker, Mitglied des Parlaments, MdEP
- Deutsch, Tamás (* 1969), ungarischer Schwimmer
- Deutsch, Therese (* 1870), deutsche Politikerin (DNVP), MdL
- Deutsch, Thomas F (1932–2006), US-amerikanischer Physiker
- Deutsch, Toni (* 1987), deutscher Schauspieler
- Deutsch, Volker (1929–2012), deutscher Jurist und Richter
- Deutsch, Walter (1923–2025), österreichischer Musikwissenschaftler
- Deutsch, Werner (1947–2010), deutscher Psychologe und Hochschullehrer
- Deutsch, Wilhelm (1877–1956), deutscher Politiker (Zentrum, CDU), MdL
- Deutsch-Dryden, Ernst (1887–1938), österreichischer Kostümbildner
- Deutsch-Einöder, Erni (1917–1997), pfälzische Autorin
- Deutsch-German, Alfred (* 1870), österreichischer Journalist, Schriftsteller, Drehbuchautor und Filmregisseur
- Deutsch-Schreiner, Evelyn (* 1955), österreichische Theaterwissenschaftlerin, Dramaturgin und Universitätsprofessorin
- Deutschbauer, Julius (* 1961), österreichischer Künstler, Performer und Autor
- Deutschbein, Hermann (1842–1919), deutscher Kaufmann, Landtagsabgeordneter (Anhalt)
- Deutschbein, Max (1876–1949), deutscher Anglist
- Deutsche, Michael (* 1992), deutscher Fußballspieler
- Deutschenbaur, Kaspar (1864–1950), deutscher Politiker
- Deutschendorf, Dagmar (1949–2023), deutsche Politikerin (Grüne), MdL
- Deutschendorf, Fritz (1914–1994), deutscher Gebrauchsgrafiker
- Deutschendorf, Heinz, deutscher Reporter, Moderator und Sportkommentator
- Deutschendorf, Jens (* 1977), deutscher Ingenieur, Staatssekretär in Hessen und Staatsrat in Bremen
- Deutscher Hermann (1852–1927), Braunschweiger Stadtoriginal
- Deutscher, Alma (* 2005), britische Musikerin
- Deutscher, Dominic (* 1991), australischer Schauspieler
- Deutscher, Drafi (1946–2006), deutscher Sänger, Komponist und MusikproduzentDrafi Deutscher (1946–2006)

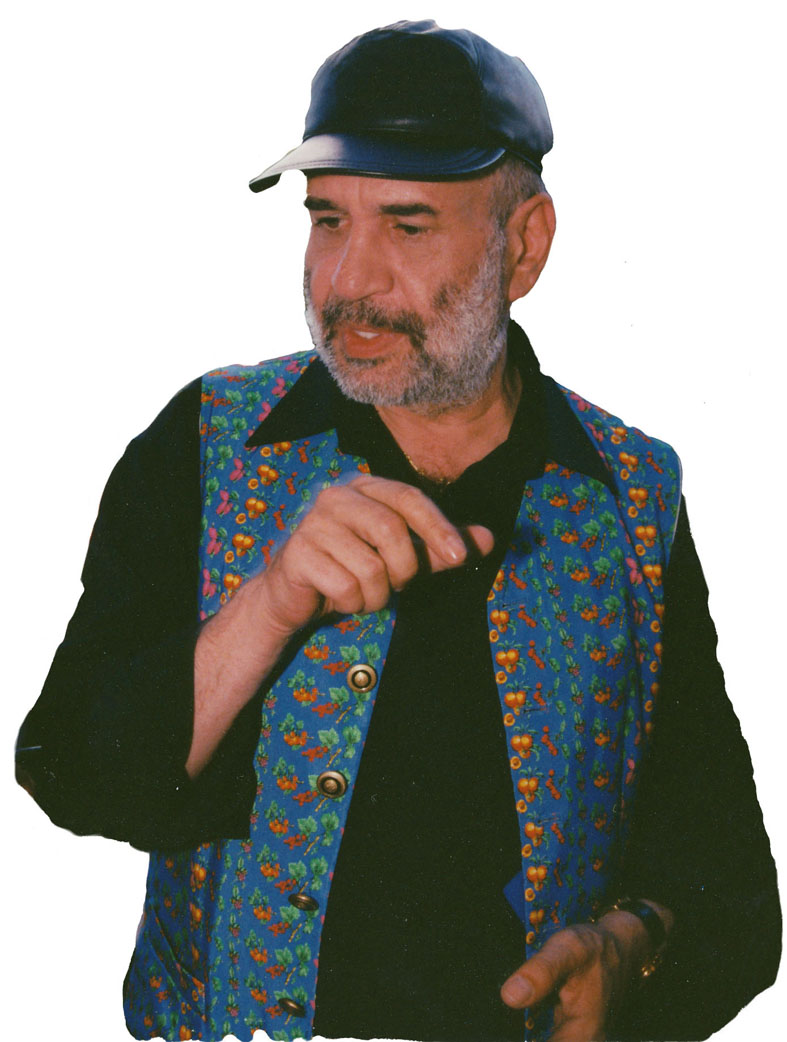
Drafi Deutscher (1946–2006)

- Deutscher, Eckhard (* 1949), deutscher Entwicklungspolitiker
- Deutscher, Guy (* 1969), israelischer Linguist
- Deutscher, Irwin (* 1923), US-amerikanischer Soziologe und Hochschullehrer
- Deutscher, Isaac (1907–1967), polnisch-jüdischer marxistischer Schriftsteller und Journalist
- Deutschinger, Franz (1834–1908), österreichischer Theaterschauspieler und -intendant
- Deutschkämer, Dennis (* 1988), deutscher Politiker (Piratenpartei)
- Deutschkron, Inge (1922–2022), deutsch-israelische Journalistin und Autorin
- Deutschland, Heinz (* 1934), deutscher Historiker, Diplomat der DDR
- Deutschland, Helmut (1918–2007), deutscher Tischtennisspieler
- Deutschland, Joachim (* 1980), deutscher Rocksänger
- Deutschland, Jutta (* 1958), deutsche Primaballerina und Choreographin
- Deutschländer, Gerrit (* 1975), deutscher Historiker
- Deutschlender, Jonas, deutscher Mediziner
- Deutschmanek, Sven (* 1976), deutscher Kunst- und AntiquitätenhändlerSven Deutschmanek (* 1976)

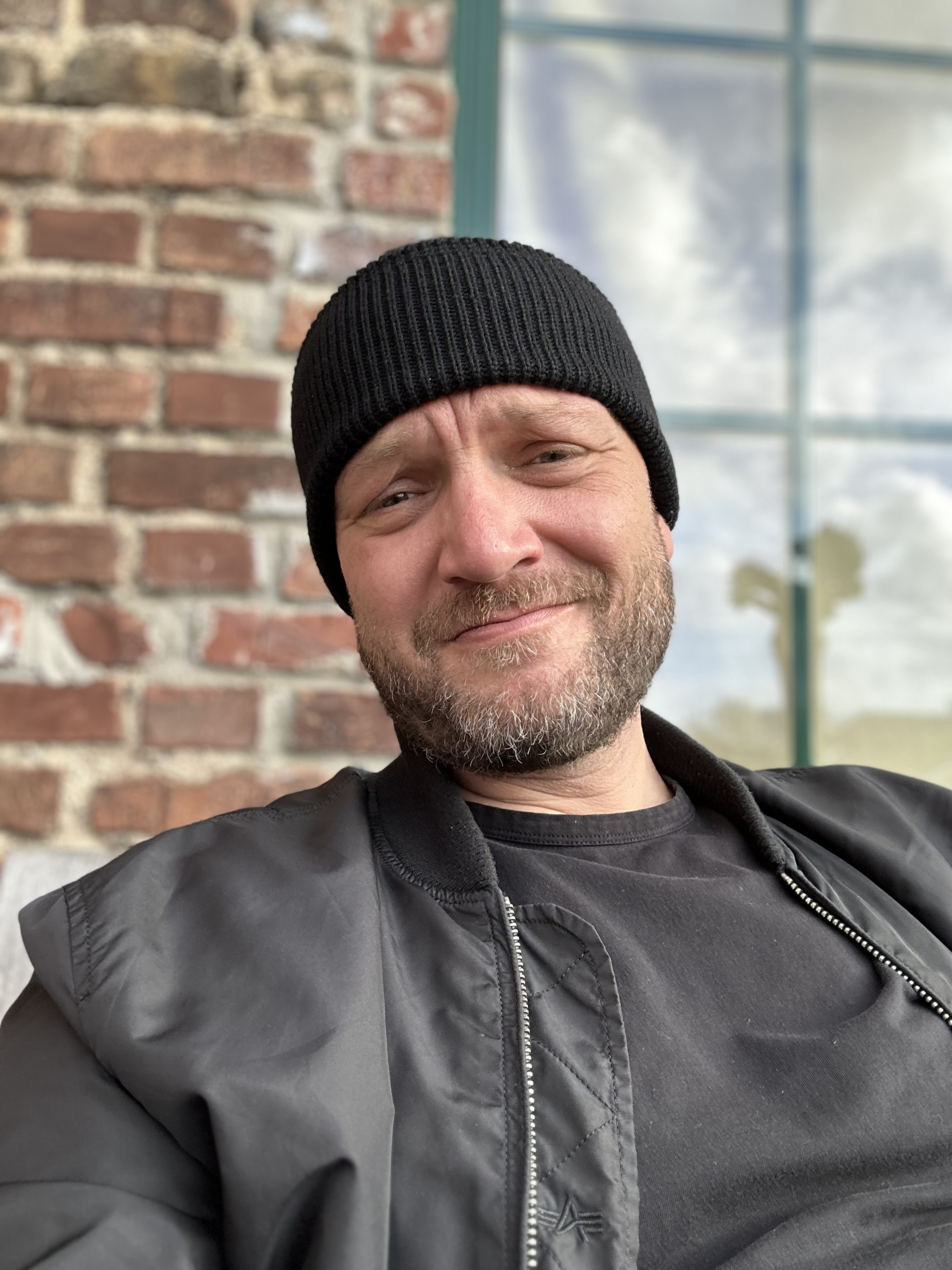
Sven Deutschmanek (* 1976)

- Deutschmann, Andreas (1836–1909), deutsch-sorbischer römisch-katholischer Kaplan und Autor
- Deutschmann, Bernd (* 1953), deutscher Fußballspieler
- Deutschmann, Christian (* 1988), österreichischer Fußballspieler und -trainer
- Deutschmann, Christoph (* 1946), deutscher Soziologe
- Deutschmann, Eberhard (1926–2005), deutsch-sorbischer Bauingenieur und Hochschullehrer
- Deutschmann, Friedrich (1768–1826), österreichischer Erfinder, Orgelbauer, Klavierbauer
- Deutschmann, Gerald (* 1958), österreichischer Politiker (FPÖ), Abgeordneter zum Landtag Steiermark
- Deutschmann, Gerd (1935–2011), deutscher Schauspieler
- Deutschmann, Gerd (* 1949), deutscher Fußballspieler
- Deutschmann, Gerhard (* 1933), deutscher Komponist
- Deutschmann, Hans (1911–1942), deutscher Segelflugpionier, Testpilot und Ingenieur
- Deutschmann, Heikko (* 1962), österreichischer SchauspielerHeikko Deutschmann (* 1962)

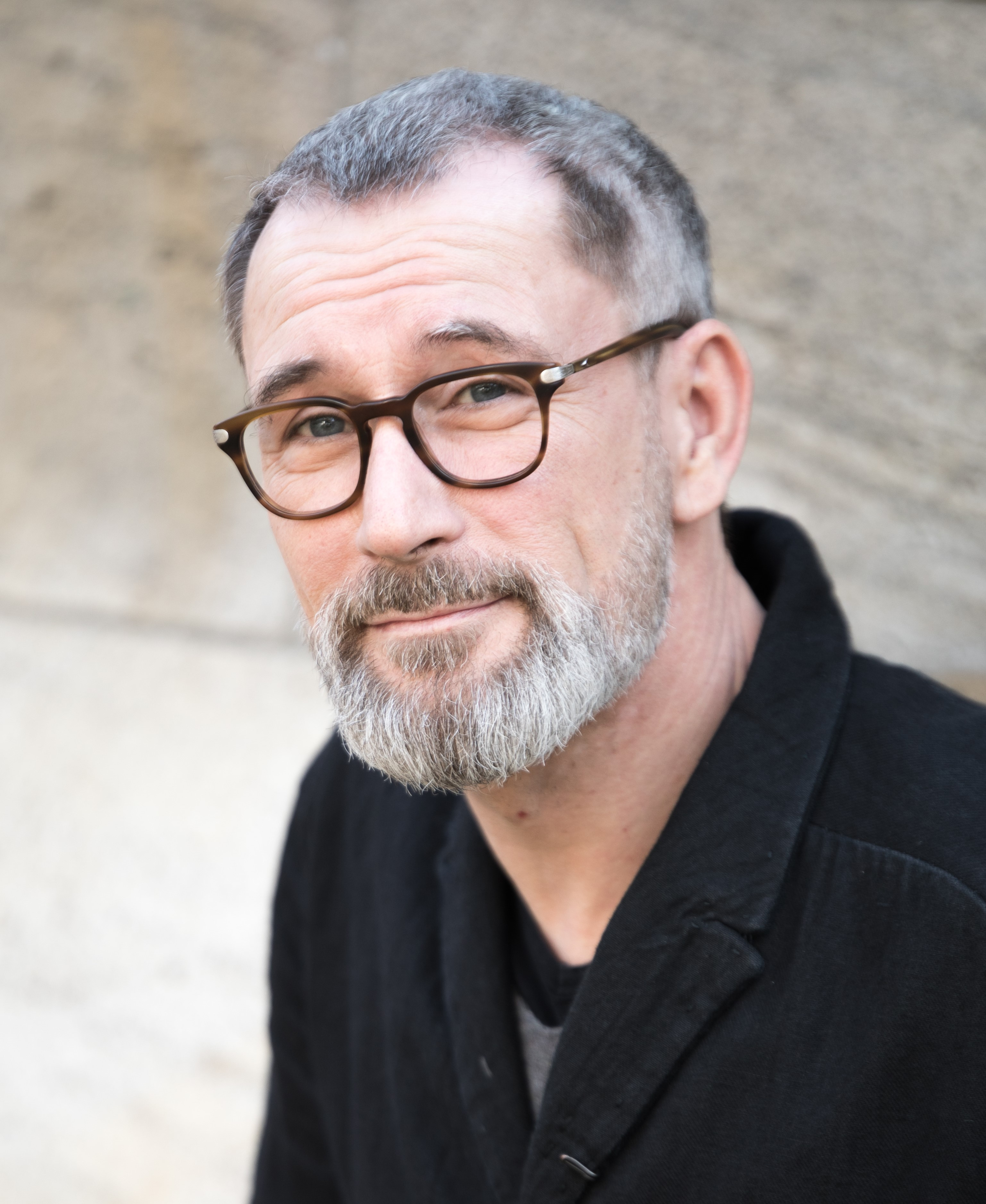
Heikko Deutschmann (* 1962)

- Deutschmann, Jacob (1795–1853), österreichischer Erfinder, Orgelbauer, Klavierbauer
- Deutschmann, Jeremias (1634–1704), deutscher lutherischer Geistlicher
- Deutschmann, Johann (1625–1706), deutscher lutherischer Theologe
- Deutschmann, Johann (1826–1886), österreichischer Orgelbauer
- Deutschmann, Jörg (* 1968), deutscher Badmintonspieler
- Deutschmann, Joseph (1717–1787), österreichischer Rokokobildhauer
- Deutschmann, Klara (* 1989), deutsche Schauspielerin
- Deutschmann, Marthe Lola (* 1991), deutsche Schauspielerin
- Deutschmann, Matthias (* 1958), deutscher Kabarettist
- Deutschmann, Olaf (1912–1989), deutscher Romanist, Hispanist und Sprachwissenschaftler
- Deutschmann, Olaf (* 1965), deutscher Physiker
- Deutschmann, Reiner (* 1953), deutscher Politiker (FDP), MdB
- Deutschmann, René (* 1951), französischer Fußballspieler
- Deutschmann, Richard (1852–1935), deutscher Augenarzt
- Deutschmann, Valentin (1928–2010), österreichischer Landwirt und Politiker (ÖVP), Abgeordneter zum Nationalrat
- Deutschmann, Victoria (* 1975), deutsche Schauspielerin
- Deutschmann, Vinzenz (1807–1838), österreichischer Orgelbauer
- Deutschmeister, Henri (1902–1969), französischer Filmproduzent und Filmexporteur
- Deutung, B. (* 1968), deutscher Cellist, Komponist, Arrangeur und Musikproduzent
- Deutz, Agneta (1633–1692), niederländische Stifterin eines Hofjes
- Deutz, Arnold (1810–1884), deutscher Fabrikant und Politiker
- Deutz, Emanuel (1764–1842), Rabbiner
- Deutz, Hanno (* 1953), deutscher Tischtennisspieler
- Deutz, Jean (1618–1673), holländischer Händler, Bankier, Financier
- Deutzmann, Willi (1897–1958), deutscher Maler und Graphiker

### Deuv
- Deuve, Jean (1918–2008), französischer Nachrichtenoffizier, Historiker, Schriftsteller und Amateur-Herpetologe

### Deux
- Deux, Fred (1924–2015), französischer Grafiker und Schriftsteller